# Didymodon barbula
Didymodon barbula là một loài Rêu trong họ Pottiaceae. Loài này được (Schwägr.) Bals.-Criv. & De Not. mô tả khoa học đầu tiên năm 1833.